# César Mallorquí
Cesar Mallorquí del Corral (Barcelona, 10 de junio de 1953) es un escritor y periodista español.

## Biografía
César Mallorquí del Corral nació el 10 de junio de 1953 en Barcelona. Un año después se trasladó a Madrid.
Publicó su primer relato cuando contaba 15 años y a los diecisiete era colaborador de la desaparecida revista La Codorniz. En 1972 también colaboró como guionista para la Cadena SER.
Estudió Periodismo en la Facultad de Ciencias de la Información de la Universidad Complutense y trabajó como reportero alrededor de diez años. Al regreso del servicio militar en 1981, entró en el mundo de la publicidad como creativo, trabajo que desempeñó durante más de una década. Pasó a dirigir en 1991 el Curso de Creatividad Publicitaria del IADE de la universidad Alfonso X el Sabio, al tiempo que colaboraba como guionista de televisión con diversas productoras.
Por entonces, César Mallorquí volvió a escribir ficción nuevamente, actividad que había abandonado cuando empezó a dedicarse a la publicidad, inclinándose por la ciencia ficción y en la fantasía. Entre sus influencias se encuentran Jorge Luis Borges, Alfred Bester, Clifford Simak y Fredric Brown, y también incluye entre sus predilectos a Ray Bradbury y Cordwainer Smith.

## Obra literaria
- El círculo de Jericó. (1995)
- El coleccionista de sellos. (1996)
- El último trabajo del Señor Luna.(1997)
- La Fraternidad de Eihwaz. (Novela. EDEBÉ 1998)
- La cruz de El Dorado. (Novela. EDEBÉ 1999)
- El maestro oscuro. (Novela. EDEBÉ 1999)
- La catedral. (Novela. SM 2000)
- El hombre de arena (Novela. EDEBÉ 2001)
- Las lágrimas de Shiva. (Novela. EDEBÉ 2002)
- La puerta de Agartha (Novela. EDEBÉ 2003)
- La compañía de las moscas (Novela. Alfaguara 2004)
- La piedra inca (Novela. EDEBÉ 2005)
- El viajero perdido (Novela. SM 2005)
- La Mansión Dax. (Novela. SM 2005)
- La caligrafía secreta (Novela. SM 2007)
- El juego de Caín (Novela. Espasa 2008)
- El juego de los herejes (Novela. Espasa 2010)
- Leonís (Novela. EDEBÉ 2011)
- La isla de Bowen (Novela. EDEBÉ 2012)
- La estrategia del parásito (Novela, SM 2012)
- Trece monos (Antología, Fantascy 2015)
- Las fabulosas aventuras del Profesor Furia y Mr. Cristal (2015)
- La Catedral (2017)
- Manual de instrucciones para el fin del mundo (2019) (Segundo volumen de las Crónicas del Parásito)
- La Hora Zulú (Novela, SM, 2019) (Tercer volumen de las Crónicas del Parásito)
- El Círculo Escarlata (Novela, EDEBÉ, 2020).
- El misterio del Artefacto C (Novela, SM 2021) (Primer tomo de la serie infantil Dan Diésel)
- Esto no es un manual de escritura (pero se parece) (Ensayo, MOLPEditorial 2021)
- En poder de Khan (Novela, SM2021) (Segundo tomo de Dan Diésel)
- La lectora de mentes (Novela, Edebé 2021)
- La Máscara Púrpura (Novela, SM 2022) (Tercer tomo de Dan Diésel)
- El enigma de otro mundo (Novela. SM 2022) (Cuarto tomo de Dan Diésel)
- El gato número trece (Novela infantil, Alfaguara 2023) Primera entrega de la serie "Colegio de Poderes Secretos"
- El conjuro mágico (Alfaguara 2023) Segunda entrega de la serie "Colegio de Poderes Secretos"
- El visitante prodigioso (Novela infantil, Edebé 2023)
- El fin de los tiempos (Novela, SM 2023)
- El viajero del tiempo (Novela infantil, Alfaguara 2023) Tercera entrega de "Colegio de Poderes Secretos"
- El gran torneo (Novela infantil, Alfaguara 2024) Cuarta entrega de "Colegio de Poderes Secretos"
- El laberinto mágico (Novela infantil, Alfaguara 2024) Quinta entrega de "Colegio de Poderes Secretos"
- El secreto de Gabriela Salazar (Novela histórica, La Esfera de los Libros 2025)

## Premios
- Premio Aznar 1991 por El viajero perdido.
- Premio Alberto Magno 1992 por La pared de hielo.
- Premio Alberto Magno 1993 por El hombre dormido.
- Premio Domingo Santos 1993 por Materia oscura.
- Premio UPC 1995 por El coleccionista de sellos.
- Premio Gigamesh 1996 por La casa del Dr Pétalo.
- Premio Edebé de Literatura Juvenil 1996 por El último trabajo del Sr. Luna.
- Premio Protagonista Jove 1997 por El último trabajo del Sr. Luna.
- VI premio Pablo Rido 1997 por El decimoquinto movimiento.
- Premio Gigamesh 1997 por El coleccionista de sellos.
- White Raven 1998 por El último trabajo del Sr. Luna.
- Premio Edebé de Literatura Juvenil 1999 por La cruz de El Dorado.
- Premio Ignotus 1999 por El decimoquinto movimiento.
- White Raven 2000 por La cruz de El Dorado.
- Premio Gran Angular 2000 por La catedral.
- White Raven 2001 por La catedral.
- Premio Edebé de Literatura Juvenil 2002 por Las lágrimas de Shiva.
- Premio Liburu Gaztea 2003 por Las lágrimas de Shiva.
- Premio Nacional de Narrativa Cultura Viva 2007.
- Premio Hache 2010 por La caligrafía secreta.
- Premio Edebé de Literatura Juvenil 2012 por La isla de Bowen.
- Premio El Templo de las Mil Puertas 2012 por La isla de Bowen.
- White Raven 2013 por La estrategia del parásito.
- Lista de Honor del IBBY (International Board on Books for Young People) 2014 por "La isla de Bowen".
- Premio Nacional de Literatura Infantil y Juvenil 2013 por La isla de Bowen.[1]
- Premio Cervantes Chico 2015 por toda la obra de género juvenil.
- Premio Ignotus de novela corta 2016 por Naturaleza humana.
- Premio Menjallibres 2022 por El circulo Escarlata.
- Premio Criticón 2023 por Manual de instrucciones para el fin del mundo.
- Premio Villa de Íscar 2023 a toda la carrera.
- Premio Gabriel (2024) de la Asociación Española de Fantasía, Ciencia Ficción y Terror.[2]

## Participación en libros colectivos
- 21 relatos contra el acoso escolar. Cuentos de Ana Alcolea, Montserrat del Amo, Elia Barceló, Lola Beccaria, Martín Casariego, Agustín Fernández Paz, Carlo Frabetti, Espido Freire, Ricardo Gómez, Alfredo Gómez Cerdá, César Mallorquí, Andreu Martín, Gustavo Martín Garzo, Gonzalo Moure, Emilio Pascual, Rosa Regàs, Marta Rivera de la Cruz, Jordi Sierra i Fabra, Care Santos y Lorenzo Silva, ilustraciones de Carlos Giménez. Madrid: SM, 2008.
- Prospectivas. Antología del cuento de ciencia ficción española actual. Madrid, Salto de Página 2012.
- Bleak House Inn. Diez huéspedes en casa de Dickens. Cuentos de Pilar Adón, Elia Barceló, Oscar Esquivias, Marc Gual, César Mallorquí, Ismael Martínez Biurrun, Elena Medel, Francesc Miralles, Daniel Sánchez Pardos y Marian Womack. Edición y epílogo de Care Santos. Madrid: Fábulas de Albión, 2012.
- Yo soy más de series; 60 series que cambiaron la historia de la televisión. Fernando Ángel Moreno (ed.). Granada: Esdrújula Ediciones, 2015.